# Cattura di Cristo
Cattura di Cristo o Presa di Cristo nell'orto è un dipinto realizzato intorno al 1603 attribuito al pittore italiano Caravaggio. Attualmente ne sono note due versioni, attribuibili entrambe alla mano dell'artista: di proprietà della comunità gesuita è la tela in prestito a tempo indeterminato nella National Gallery of Ireland di Dublino; la seconda figura invece nella collezione privata dell'antiquario Mario Bigetti.

## Storia
Nei primi anni del XVII secolo, durante il soggiorno romano dell'artista, Ciriaco Mattei commissionò al Caravaggio il dipinto; suo fratello, il cardinale Girolamo Mattei, ne avrebbe suggerito soggetto, iconografia e ambientazione. Il 2 gennaio 1603 il committente pagava centoventicinque scudi per il ritiro del dipinto completato: tale documento fu rinvenuto da due (all'epoca) dottorande dell'Università di Roma, Francesca Cappelletti e Laura Testa, all'interno di un antico registro custodito negli archivi della famiglia Mattei a Recanati. In seguito alla morte di Ciriaco, suo figlio Giovan Battista vendette il dipinto alla famiglia Colonna di Stigliano, i quali a loro volta lo cedettero ai Ruffo di Calabria; nel XVIII secolo fu protagonista di un rocambolesco furto, in seguito al quale se ne persero le tracce.

### La versione di Dublino
Nel 1990 Sergio Benedetti, curatore della National Gallery of Ireland, ricevette l'incarico di esaminare quella che all'epoca era ritenuta una copia anonima, nell'imminenza di un restauro. Rimossi i primi strati di depositi superficiali emerse chiaramente la maestria con cui era stato realizzato, tale da poter ipotizzare la paternità del Caravaggio. Nel 1993 sir Denis Mahon censì per la prima volta il dipinto, definendolo realizzato dal Caravaggio; tuttavia tale paternità non è universalmente accettata, sulla base delle forti somiglianze tra la copia dublinese e una conservata a Edimburgo, attribuita a Gerard van Honthorst, anche noto come Gherardo delle Notti.
Nel 2025 questa versione è stata esposta nella mostra Caravaggio a Palazzo Barberini di Roma, presentata come autografa dell'artista.

### Il presunto originale

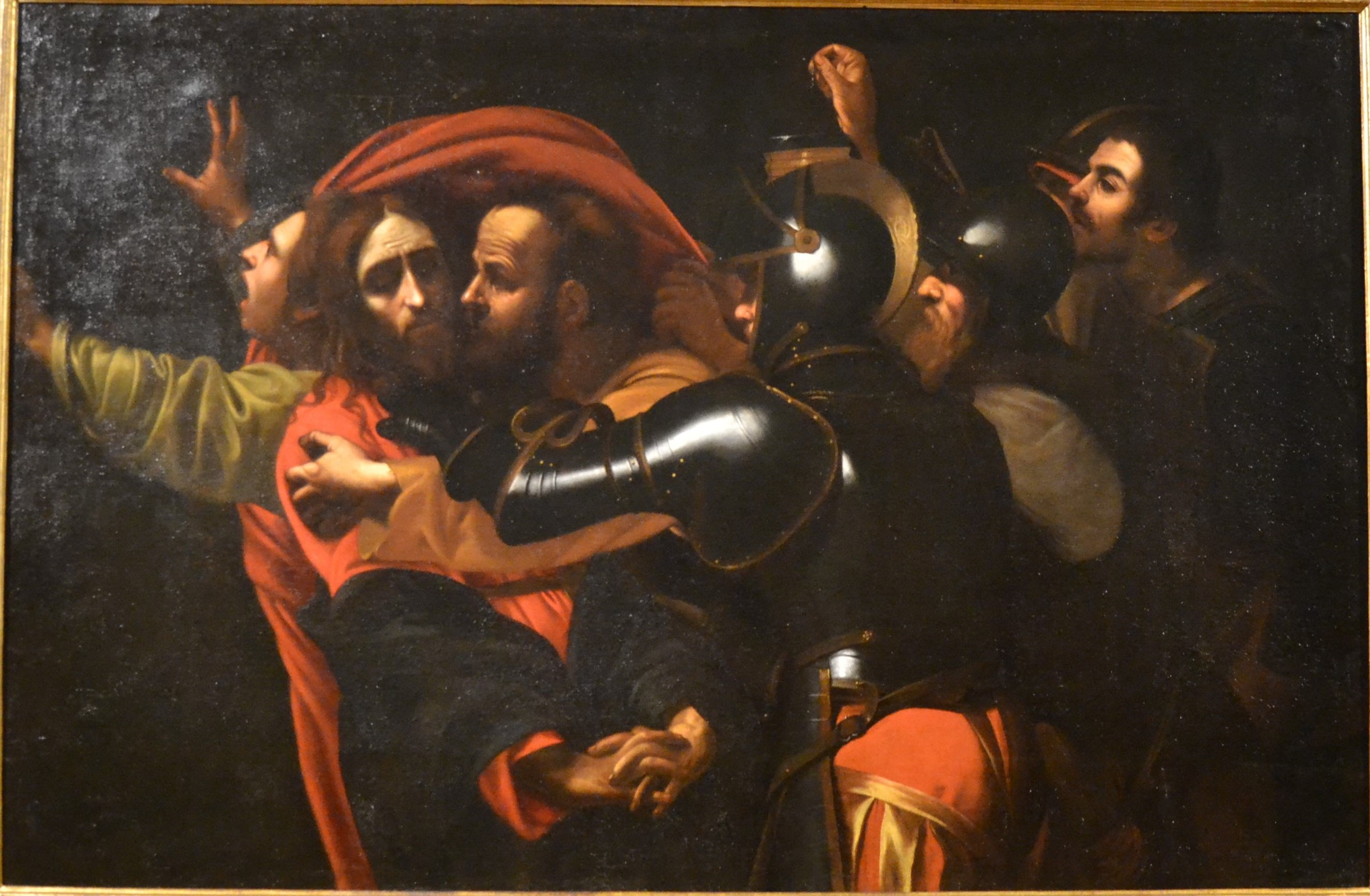
La versione ex Sannini

Nel 1943 Roberto Longhi scoprì una versione dello stesso soggetto nella collezione privata della famiglia Sannini di Firenze. Maldestri restauri ne avevano compromesso la leggibilità, portando il Longhi ad attribuirla a un anonimo copista di Caravaggio: con tale attribuzione la fece esporre nel 1951 alla mostra Caravaggio e i Caravaggeschi presso il Palazzo Reale di Milano. Nel 2003 il dipinto fu acquistato dall'antiquario Mario Bigetti, il quale lo sottopose ad approfondite analisi radiografiche: la presenza di numerosi pentimenti sotto la pellicola pittorica suggerirebbe che questa copia sia in effetti l'originale.
Lo stesso Mahon, esaminando in simultanea i dipinti, ipotizzò che la "Copia Bigetti" potrebbe essere l'originale perduto, mentre quello dublinese una copia autentica realizzata dallo stesso Caravaggio a pochi anni di distanza. Fondamentale fu poi il rinvenimento, sotto uno strato di stucco, della cornice originale in ebano e foglia oro, decorata a motivi fitomorfi: essa corrisponderebbe in pieno alla cornice di ner dorata et rabescata richiamata nella ricevuta di pagamento. Nonostante ciò, neanche l'attribuzione della copia Bigetti trova riscontro unanime. Tra il 2023 e il 2024 il dipinto è stato esposto ad Ariccia presso Palazzo Chigi e poi a Napoli presso l'Archivio Storico del Banco di Napoli, mentre tra il gennaio e il marzo 2025 è giunto a Salerno presso il complesso San Michele.
Sono state inoltre censite 16 copie del dipinto: tra le più vicine agli originali, in aggiunta alla già citata esposta a Edimburgo, si annovera quella appartenente al Museo d'Arte Occidentale ed Orientale di Odessa.

## Descrizione
Nel dipinto è rappresentato il momento immediatamente successivo all'arresto di Gesù: questi, al termine dell'intensa orazione nell'orto degli ulivi, viene raggiunto da Giuda Iscariota che indica ai soldati la persona da arrestare mediante un bacio.
La scena orchestrata da Caravaggio si sviluppa in senso orizzontale: Gesù ha le mani intrecciate perché ancora in estasi; alla sua destra si trova un gruppo formato da quattro armigeri (dell'ultimo dei quali si scorge solo l'elmo), Giuda Iscariota e un personaggio che mantiene una lanterna. Giuda è colto nell'atto di scostarsi da Gesù dopo averlo baciato, mentre i soldati già trascinano via sia l'uno che l'altro; il centro visivo del quadro è formato dalle teste contrapposte dei due protagonisti. Alle spalle di Cristo si trova San Giovanni, colto mentre fugge verso sinistra col volto contratto in un urlo: il suo mantello rosso svolazzante sembra creare una sorta di catino che evidenzia le figure di Cristo e Giuda. L'uomo che assiste alla cattura di Gesù e che illumina la scena con una lanterna avrebbe le sembianze dello stesso Caravaggio.
La frenesia dell'insieme, data dallo sbilanciamento delle figure e ravvisata dai guizzi di luce sulle corazze dei soldati, rende la scena concitata e dinamica; sottile è il gioco psicologico che l'artista lombardo mette in scena: Cristo appare esausto e rassegnato al proprio dolore; Giuda, col volto grottesco, sembra inquieto e pentito come l'Attila del Martirio di sant'Orsola, al quale Caravaggio darà fattezze simili. Gli armigeri non manifestano alcun sentimento, poiché si limitano a compiere il proprio dovere; il personaggio che regge la lanterna, invece, sembra più che altro incuriosito: che si tratti o meno di un autoritratto del Caravaggio, rappresenta l'uomo a lui contemporaneo, colto nell'atto di approcciarsi al Mistero della fede. Significativo, infine, è il rapporto tra le figure di Cristo e san Giovanni: le loro teste appaiono fuse, tanto che è impossibile stabilire dove inizi la chioma di uno e finisca quella dell'altro, come un moderno Giano Bifronte; i loro corpi formano una diagonale le cui estremità sono date dalle braccia spalancate dell'uno e dalle mani intrecciate dell'altro. Il loro atteggiamento è speculare e complementare, come se l'Apostolo esprimesse le violente emozioni che Cristo reprime.
Tra la versione dublinese e il presunto originale sussistono significative differenze: in prima istanza, la tela irlandese è più piccola, probabilmente poiché doveva fungere da sovrapporta. Nel presunto originale, inoltre, la lanterna sorretta dal settimo personaggio non dà che una luce fievole, insufficiente a illuminare lo sfondo, al contrario di ciò che avviene invece nella tela dublinese: si notano distintamente il tronco di un olivo e del fogliame presso il bordo superiore del quadro, elementi che evocano il Getsemani. In seguito al restauro, sull'indice della mano sinistra di Giuda nel presunto originale è emersa la cicatrice di una bruciatura, un "marchio a fuoco" che lo indicherebbe come traditore: questo elemento è assente nella tela di Dublino. Le fattezze di san Giovanni e del Cristo cambiano tra una versione e l'altra: nel presunto originale il volto dell'apostolo è un'espressa citazione del fanciullo che scappa nel Martirio di san Matteo e soprattutto della celebre Medusa, entrambi dell'artista milanese, mentre nel dipinto irlandese sembra più anziano e terrorizzato. Tra i due Cristi, infine, si scorgono le medesime differenze riscontrabili tra la prima e la seconda versione della Cena in Emmaus.
I pentimenti riscontrabili nella radiografia del presunto originale suggeriscono che in origine la scena doveva contare almeno altri due personaggi, e che il portatore della lanterna era stato concepito come un quinto soldato; la tela fu poi allungata di circa 20 cm sul bordo inferiore per inserire il dettaglio delle mani intrecciate di Cristo.